# Marcos Amaro
Marcos Adolfo Tadeu Senamo Amaro (São Paulo, 27 de setembro de 1984) é um empresário, artista plástico e colecionador de arte.
É fundador e ex-presidente do FAMA Museu, um dos maiores museus de arte da América Latina, localizado no Centro Cultural São Pedro, no centro histórico de Itu. Marcos também é presidente do Museu Asas de um Sonho (antigo Museu da TAM) e da Associação dos Amigos do Museu Aeroespacial Paulista (AMAPA). Além disso, possui livros publicados sobre sua trajetória como colecionador de arte e artista plástico.
É sócio-fundador e chairman da Amaro Aviation, uma empresa focada no segmento de aviação executiva, sócio da Caixa Econômica Federal, através do FI-FGTS em uma de suas empresas e conselheiro da Associação Brasileira de Aviação Geral.

## Biografia
Nascido na capital paulista, é filho de Rolim Amaro, fundador da TAM Linhas Aéreas (TAM), uma das maiores companhias aéreas do Brasil, e Sandra Senamo, estilista e empresária de moda. Estudou Economia na FAAP e se formou em Filosofia pelo Instituto Gens Educação e Cultura. O artista e empresário vem trilhando um caminho no setor aéreo muito parecido com o que foi percorrido por seu pai no passado.

## Carreira artística
No começo de sua carreira, desenvolvia sua pesquisa artística predominantemente com resíduos aeronáuticos de grande e média escala. A matéria em estado bruto, a descontextualização, o precário e a desconstrução eram temas recorrentes das suas obras.
Em 2013, apresentou seus trabalhos nas dependências da Faculdade de Tecnologia do Estado de São Paulo. Em 2015, suas obras foram apresentadas em mostras de diversas cidades do exterior, como no Art Zurich, Kongresshaus Zürich, na Suíça. Ainda no mesmo ano, ganhou o prêmio de melhor escultura na Bienal de Salerno, Itália. Em 2016 e 2017 participou das respectivas edições da SP-Arte, expôs no Museu de Arte Contemporânea de Sorocaba (MACS) e em 2017 no Museu de Arte Contemporânea de Campo Grande (MARCO), além de participar de exposições internacionais, nos Estados Unidos e Liechtenstein.
Em 2018, realizou mostras individual que recebeu o nome de Sobrevoo, no Centro Cultural dos Correios, na cidade do Rio de Janeiro e Desconstruções e Articulações no Museu de Arte do Rio Grande do Sul, na cidade de Porto Alegre. Em 2019, realizou a exposição individual Partenogênese, na Biblioteca Mário de Andrade, em São Paulo, além da mostra Transpictórico, na sede da FUNARTE, em Belo Horizonte, e Lustre, na Fundação Cultural Ema Gordon Klabin. Em 2021, realizou as exposições O Poço, no Museu Nacional da República, em Brasília, e Náufragos Flutuantes na Fundação Pinacoteca Benedicto Calixto, em Santos.
Em 2020, Marcos publicou o livro "Marcos Amaro", pela editora Cobogó, onde apresenta os trabalhos e a trajetória dele, cujos intensos processos de criação e produção resultam em esculturas, objetos, desenhos, gravuras e pinturas que partem da força da matéria e das formas em busca de um novo humanismo.
Atuou com curador em diversas exposições no FAMA Museu, tais como Arte Brasil Sustentável (Bia Doria), Flávio de Carvalho e a Criação de Novos Valores e O Voo da Libélula. Em 2024, o FAMA Museu recebeu o Prêmio Governador do Estado para as Artes pela exposição Um Presente para Ciccillo, categoria Iniciativas culturais – Terceiro Setor.

## Mecenas e colecionador
Em 2012, criou a Associação Para Futura Fundação Marcos Amaro, organização cultural privada sem fins lucrativos. A instituição, com sede em Itu, tem realizado diversas exposições com obras de artistas que integram seu acervo permanente, como: Nuno Ramos, Tunga, Adriana Varejão, Cildo Meireles, Laura Lima, Carmela Gross, José Resende, Jac Leirner, Tarsila do Amaral, entre outros. Por essa iniciativa, Marcos Amaro foi indicado ao prêmio "Museus, Equipamentos e Centros Culturais" em 2019.
Em 2018, Marcos Amaro adquiriu esse terreno em Itu, que anteriormente abrigava a Companhia Fiação e Tecelagem São Pedro, uma antiga fábrica de tecidos que chegou a ser a segunda maior fábrica têxtil do estado de São Paulo com 25 mil metros quadrados, localizada no centro histórico da cidade. Hoje, renomeada como Fábrica de Arte Marcos Amaro (FAMA), o espaço é gerenciado pela Associação para Futura Fundação Marcos Amaro e abriga um acervo que chega em torno de três mil obras de arte, datadas desde o Barroco de Aleijadinho, passando pelo Pré-Modernismo, com uma obra do artista ituano Almeida Júnior, até a contemporaneidade no Brasil.
No ano seguinte, a associação desenvolveu um projeto de extensão da FAMA, em uma propriedade rural no município de Mairinque: o FAMA Campo, espaço destinado a instalações site specific pautadas pelo conceito de Land Art. Esse projeto durou cinco anos, sendo extinto após a propriedade ser vendida em outubro de 2024.
Marcos e sua esposa Ksenia são um dos doadores do MASP, agraciando o museu com obras como Mao (Andy Warhol, 1972) e Los Angeles revisitado #4 (Robert Rauschenberg, 1998). Em 2024, tornaram-se um dos patronos do segundo edifício do MASP — o Pietro Maria Bardi — composto por 14 andares e com 7 821 m² de área.
No Museu Bispo do Rosário, antiga Colônia Juliano Moreira — localizado no Rio de Janeiro —, Marcos Amaro foi responsável por viabilizar a construção de uma reserva técnica para acomodar os trabalhos de Arthur Bispo do Rosário (1911–1989). O investimento propiciou a conservação de um acervo reconhecido pelo Iphan como patrimônio brasileiro.
Em 2024, assumiu a presidência da Associação Museu Asas de um Sonho, responsável por gerenciar o museu anteriormente conhecido como Museu TAM, que ficava em São Carlos e foi fechado em 2016. Após o acervo de aproximadamente cem aeronaves ser transferido para o Centro Cultural São Pedro, sede do FAMA em Itu, o museu foi reaberto no dia 10 de agosto de 2024, retomando ao seu nome original, Museu Asas de um Sonho.
Como presidente do Museu Asas de um Sonho, assinou contrato em dezembro de 2024 para a criação do Museu Aeroespacial Paulista (MAPA), a ser construído no Campo de Marte, em São Paulo. É previsto pelo contrato a cessão gratuita, em regime de comodato, de aeronaves pertencentes ao acervo do Museu Asas de um Sonho para exposição e preservação no MAPA.
No contexto da Campanha Recompõe, relacionada a doações de peças históricas originais, fez doações para o novo acervo do Museu Nacional, como a refresqueira que Napoleão II de França doou para Dom Pedro I.

## Carreira empresarial
Marcos Amaro trabalhou como trainee na divisão de jatos executivos da TAM e foi membro do conselho deliberativo.
Trouxe ao Brasil os óculos da marca suíça TAG Heuer. No mesmo segmento, também foi o primeiro representante da grife do designer francês Alain Mikli no país.
Em 2008, aos 23 anos, adquiriu a empresa Óticas Carol por 40 milhões de reais. Em 2013, a empresa foi vendida por 108 milhões de reais, já como a maior rede varejista do setor, com o faturamento triplicado e 490 lojas em operação.
Desde então, Marcos Amaro trabalha com investimentos em ativos imobiliários. É um dos controladores da Logbras, que desenvolve empreendimentos na modalidade Build to Suit dentro de grandes parques logísticos. Em 2021, Amaro volta a investir no ramo da aeronáutica e cria a Amaro Aviation, uma empresa de aviação executiva voltada para o mercado brasileiro.  A empresa é operadora das aeronaves da fabricante suíça Pilatus.
Em 2017, Marcos Amaro comprou a Galeria Emma Thomas, nos Jardins, em São Paulo, rebatizando-a como Emmathomas Galeria. Em 2019, o espaço passou a se chamar Galeria Kogan Amaro e em 2022 encerrou suas atividades.

## Vida pessoal
É pai de seis filhos, e atualmente, vive e trabalha entre São Paulo e Lugano. É casado com a pianista russa Ksenia Kogan Amaro, que conheceu na Suíça. Além de casados, Marcos e Ksenia são parceiros na vida profissional, fazendo parte da liderança da Amaro Aviation e FAMA Museu. O casal também foi fundador da Galeria Kogan Amaro.

## Filantropia
Em 2010, fundou o instituto Brasis, com o projeto Trecho 2.8, que pela fotografia, áudio e vídeo, atua na área do direito à comunicação de adultos em situação de alta vulnerabilidade social e tem como objetivo contribuir para que os participantes vivenciem processos de formação de grupo, desenvolvam capacidade de pensar, criar e se comunicar fazendo uso de tecnologias de imagem e som.
Em 2022, selou um acordo com a Secretaria de Saúde do Governo do Estado de São Paulo para a doação de um voo mensal da frota da Amaro Aviation, destinado ao transporte de órgãos para salvar vidas.

## Títulos e prêmios
| Ano  | Nome                                            | Concedido por                                     | Ref.   |
| ---- | ----------------------------------------------- | ------------------------------------------------- | ------ |
| 2019 | Título de cidadão Ituano                        | Câmara de Vereadores de Itu                       | [ 54 ] |
| 2024 | Ordem do Mérito Aeronáutico                     | Força Aérea Brasileira                            | [ 55 ] |
| 2024 | Moção de congratulação                          | Câmara de Vereadores de Itu                       | [ 56 ] |
| 2025 | Medalha de Mérito Cultural Ademar Carlos Guerra | Câmara Municipal de Sorocaba                      | [ 57 ] |
| 2025 | Medalha Mérito Santos-Dumont                    | Força Aérea Brasileira                            | [ 58 ] |
| 2025 | Diploma e Medalha Imperatriz Leopoldina         | Câmara de Vereadores da Estância Turística de Itu | [ 59 ] |